# Coyne Center, Illinois
Coyne Center là một nơi ấn định cho điều tra dân số thuộc quận Rock Island, tiểu bang Illinois, Hoa Kỳ. Năm 2010, dân số của nơi ấn định cho điều tra dân số này là 827 người.

## Dân số
Dân số qua các năm:
- Năm 2000: 906 người.
- Năm 2010: 827 người.